# مجزرة الرجل الأرنب
مجزرة الرجل الأرنب (بالإنجليزية: Bunnyman Massacre) ويعرف أيضا بـ الرجل الارنب 2 (بالانجليزية: bunnyman 2) هو فيلم رعب تم انتاجه في الولايات المتحدة وصدر سنة 2014 بطولة ديفيد سكوت وجوشوا لانغ وهو الجزء الثاني في سلسلة الرجل الارنب.

## القصة
يواصل «جو» و «الرجل الارنب» مغامرتها في قتل الناس بصورة وحشية.

## روابط خارجية
- مجزرة الرجل الأرنب على موقع IMDb (الإنجليزية)
- مجزرة الرجل الأرنب على موقع روتن توميتوز (الإنجليزية)
- مجزرة الرجل الأرنب على موقع قاعدة بيانات الفيلم (الإنجليزية)
- مجزرة الرجل الأرنب على موقع ليتربوكسد (الإنجليزية)
- مجزرة الرجل الأرنب على موقع كينوبويسك (الروسية)